# Enfermedad de Refsum
La enfermedad de Refsum es un trastorno poco frecuente que pertenece al grupo de las lipidosis (enfermedades por almacenamientos de lípidos). Recibe su nombre por el neurólogo noruego Sigvald Bernhard Refsum (1907–1991).

## Causas

Es hereditaria y se transmite de padres a hijos según un patrón autosómico recesivo, lo que significa que para que una persona presente los síntomas de la enfermedad, debe haber recibido una copia del gen mutante de cada uno de sus dos progenitores.  En caso de que un individuo presente un gen anómalo y otro normal, no se producen síntomas, esta situación se conoce como portador.
Está causada por un defecto en la enzima fitanoil-CoA hidroxilasa que es la que degrada el ácido fitánico de la dieta.

## Manifestaciones clínicas
La acumulación de ácido fitánico en diferentes tejidos del organismo ocasiona lesiones en la retina  y  los nervios periféricos. Los síntomas principales son sordera, pérdida de visión nocturna, alteraciones de la piel, alteraciones óseas y ataxia. En ocasiones existen también trastornos cardiacos como miocardiopatías. Las primeras manifestaciones pueden aparecer desde la infancia hasta los 20 años de edad.

## Diagnóstico
El diagnóstico se basa en la determinación del ácido fitánico en la sangre que se encuentra en concentraciones altas. 

## Tratamiento
Para el tratamiento se recomienda realizar una dieta libre de ácido fitánico, lo cual evita la progresión de los síntomas.

## Otras lipidosis
- Enfermedad de Gaucher
- Enfermedad de Niemann-Pick
- Enfermedad de Fabry
- Enfermedad de Wolman
- Xantomatosis cerebrotendinosa
- Sitosterolemia
- Enfermedad de Tay-Sachs
- Leucodistrofia metacromática